# Хёрзинген
Хёрзинген (нем. Hörsingen) — деревня в Германии, в земле Саксония-Анхальт, входит в район Бёрде в составе городского округа Эбисфельде-Веферлинген.
Население составляет 581 человек (на 31 декабря 2011 года). Занимает площадь 8,65 км².

## История
Первое упоминание о поселении относится к 1112 году.
1 января 2010 года, после проведённых реформ, Хёрзинген вошёл в состав городского округа Эбисфельде-Веферлинген.